# Andy Granda
Andy Granda (ur. 4 lutego 1992) – kubański judoka, olimpijczyk z Tokio (2020) i Paryża (2024).
Mistrz świata w 2022, piąty w 2017 i 2024, siódmy w 2023; uczestnik zawodów w 2018, 2019 i 2021. Startował w Pucharze Świata w 2019, 2022 i 2023. Triumfator igrzysk panamerykańskich w 2019 i 2023. Złoty medalista igrzysk Ameryki Środkowej i Karaibów w 2018 i srebrny w 2014. Zdobył dziesięć medali na mistrzostwach panamerykańskich w latach 2014 -  2025.

## Letnie Igrzyska Olimpijskie 2020
| Konkurencja | Eliminacje             | Klas. końcowa |
| Konkurencja | Przeciwnik I           | Miejsce       |
| ----------- | ---------------------- | ------------- |
| +100 kg     | Temur Rachimow (TJK) P | 17.           |